# Строго по правилам (фильм)
«Только в танцевальном зале» (англ. Strictly Ballroom) — австралийская романтическая комедия 1992 года, режиссёра База Лурмана. Фильм является первым в «Трилогии красного занавеса», последующими были картины «Ромео + Джульетта» и «Мулен Руж!».

## Сюжет
В фильме рассказывается история исполнителя бальных танцев Скотта Гастингса (Пол Меркурио), и его борьбы за звание чемпиона.
Семья Скотта управляет школой танцев: мать Ширли, в прошлом известная исполнительница бальных танцев, является преподавателем, а отец Дуг занимается делами студии. Скотт занимается бальными танцами с детства, его тренирует бывший партнёр мамы, Лес. По всеобщему мнению, пришло время для Скотта Гастингса и его партнёрши Лиз Холт (Джия Каридес) стать чемпионами Большого Тихоокеанского Танцевального Турнира.
Однако на одном из промежуточных выступлений за несколько недель до главных соревнований Скотт прямо на танцевальном полу начинает исполнять новые неожиданные па, что очень нравится и ему, и публике, Лиз следует за партнёром - но в итоге пара получает дисквалификацию и первое место занимают другие конкурсанты: Пэм Шорт и Кен Рэйлинг. Разгневанная Лиз бросает Скотта и, пользуясь тем, что Пэм Шорт ломает ногу, переходит к Кену Рэйлингу.
Опустошенный, но убежденный в своей правоте Скотт неожиданно находит поддержку в виде скромной и неприметной начинающей ученицы своей матери по имени Фрэн (Тара Морис). Сначала он репетирует с ней от безнадеги, однако обнаруживает у девушки врождённое чувство ритма, и вскоре они делают огромный прогресс буквально за несколько недель занятий. Фрэн, которую на самом деле зовут Франческа, знакомит Скота со своей семьёй - эмигрантами из Испании. Отец и бабушка Фрэн танцуют пасодобль не по правилам, однако они знают глубинные тайны ритма, который надо искать в своём сердце, и убеждают Скотта в том, что он на правильном пути.
Однако Ширли и Лес и слышать не хотят о партнёрстве с Фрэн и организуют для Скотта встречу с Тиной Спаркл, уже выигрывавшей Большой Тихоокеанский Турнир, партнёр которой завершил карьеру.
Скотт не хочет предавать Фрэн, однако с ним встречается сам Барри Файф (Билл Хантер), глава федерации бальных танцев и судья. Он рассказывает Скотту историю его семьи, о которой родители никогда не упоминали: на самом деле партнёром Ширли был не Лес, а Дуг Гастингс, её муж, непревзойдённый танцор, на которого равнялись все его друзья, в том числе Лес, и сам Барри. Однако в определённый момент Дуг увлёкся новыми движениями и проиграл Большой Тихоокеанский Турнир, что привело его к затяжной депрессии и разрыву с бальными танцами. Победителем стал Барри Файф, Лес поддержал Хастингсов, став партнёром Ширли, однако больших успехов они не достигли. По мнению Барри, Скотт не имеет права предать мечту своей матери и проиграть соревнование, о победе на котором она мечтала хотя бы для своего ребёнка.
Скотт решает танцевать с Тиной Спаркл, он пытается объяснить Фрэн свои мотивы, но это приводит к ссоре, тем временем хитрый Кен Рэйлинг охмуряет Тину и бросает Лиз, которая возвращается к Скотту.
В день финала со Скоттом хочет поговорить Дуг, но сын отмахивается от отца, объясняя, что уже знает большой секрет семьи, как Дуг провалил Большой Тихоокеанский Турнир, ему об этом рассказал Барри Файф. Однако Дуг отрицает историю Файфа и рассказывает правду: он, Дуг, никогда не участвовал в Большом Турнире, потому что хитрый Барри уговорил Ширли отказаться от новых па и попытаться выиграть Турнир в паре не с мужем, а с Лесом. В итоге Ширли и Лес проиграли, чем воспользовался сам Барри. Дуг просит своего сына не сдаваться и следовать за ритмом в своем сердце.
Дуг находит среди зрителей Фрэн и уговаривает её выйти на танцевальный пол вместе с ним. Тем временем Лиз ищет Скотта, но обнаруживает Барри Файфа, который ведет закулисные переговоры с Кеном Рэйлингом и Тиной Спаркл, обещая им победу в любом случае... Скотт и Фрэн врываются в центр зала и завораживают всех зрителей своим гармоничным танцем. Но Барри Файф пытается дисквалифицировать их, вырубая музыку. В итоге Скотт решает подчиняться только ритму сердца и начинает танцевать с Фрэн без музыки - и вскоре тишина сменяется оглушительными аплодисментами зрителей и участников. Лиз восстанавливает музыку, поражение оборачивается оглушительной победой, а Барри Файф слагает с себя полномочия главы федерации.
В финале все зрители и участники соревнований танцуют. Ширли и Дуг примиряются и впервые за многие годы становятся в пару. А Скотт признаётся себе, что давно влюблён во Франческу...

## В ролях
- Пол Меркурио — Скотт Гастингс
- Тара Морис — Фрэн
- Билл Хантер — Барри Файф
- Лорен Хьюитт — Кайли Гастингс
- Пэт Томпсон — Ширли Гастингс
- Джия Каридес — Лиз Холт
- Барри Отто — Дуг Гастингс

## Награды
- 1992: Каннский кинофестиваль — «Лучший молодёжный иностранный фильм»
- 1993: BAFTA — «Лучший дизайн костюмов», «Лучшая музыка к фильму», «Лучший монтаж»
- 1993: BAFTA — «Лучшая женская роль» (Тара Морис), «Лучший монтаж», «Лучший адаптированный сценарий». (номинация)
- 1993: Золотой глобус — «Лучший фильм — комедия или мюзикл» (номинация)
- 1993: Премия Лондонского кружка кинокритиков — «Дебют года» (Баз Лурман)